# Zespół Pataua
Zespół Pataua (ang. Patau syndrome) – zespół wad wrodzonych spowodowany trisomią chromosomu 13 (kariotyp 47,XX,+13 albo 47,XY,+13).
Trisomia 13 spowodowana jest nierozejściem się chromosomów podczas I lub II podziału mejotycznego u któregoś z rodziców (opóźnione rozchodzenie się chromosomów w anafazie). W wyniku tej aberracji ilość DNA jest większa o 3,6% niż w prawidłowym kariotypie.

## Historia
Pierwszy przypadek trisomii 13 opisał przypuszczalnie duński naukowiec Rasmus Bartholin w 1656 roku. Cytogenetyczne podstawy zespołu opisał Klaus Patau i współpracownicy w artykule w „Lancet” w 1960 roku, i od tego urodzonego w Niemczech amerykańskiego genetyka trisomia 13 wzięła swoją drugą nazwę.

## Epidemiologia

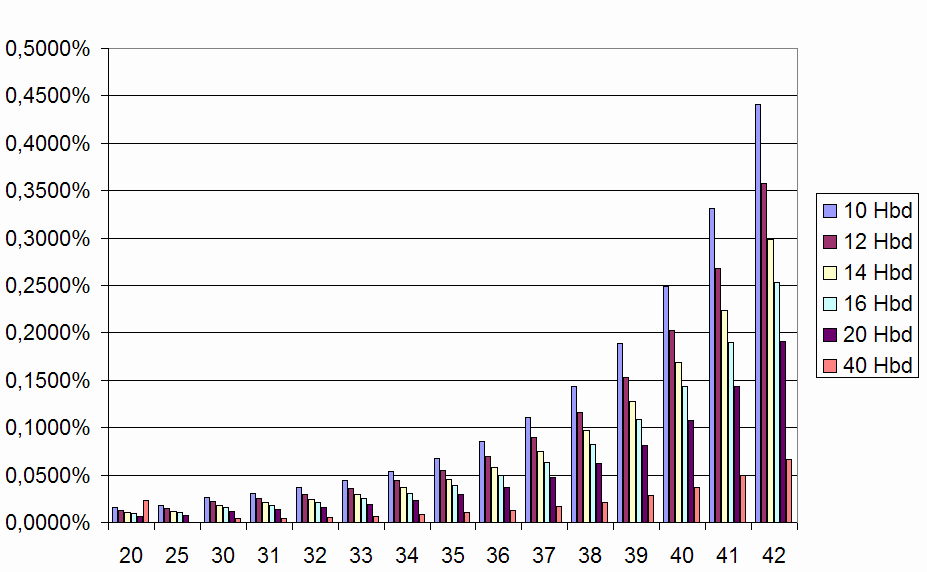
Częstość trisomii 13 w zależności od wieku matki (oś odciętych, 20–42 lat) i okresu ciąży (tygodnie Hbd). Na podstawie danych Snijdersa i wsp.

Stwierdzono zależność między wiekiem matki a częstością narodzin dzieci z zespołem Pataua. Częstość zespołu Pataua w USA oszacowano na 1:8000–12000 żywych urodzeń.

## Objawy i przebieg
Trisomia 13 wiąże się z dużym ryzykiem poronienia lub urodzenia martwego dziecka. Najczęściej spotykane objawy u dzieci urodzonych z zespołem Pataua to:
- niska masa urodzeniowa;
- ubytek skóry głowy (aplazja skóry głowy);
- holoprozencefalia przebiegająca z wadami narządu wzroku (anoftalmią, mikroftalmią, hipoteloryzmem lub cyklopią) nieprawidłowo wykształconym nosem oraz tzw. trąbką (proboscis), rozszczepem wargi lub podniebienia;
- wady małżowin usznych (niskie osadzenie, zniekształcenie małżowin);
- głuchota
- anomalie kończyn (polidaktylia pozaosiowa, ustawienie palców w kształcie „kurka od strzelby”, pojedyncza bruzda zgięciowa, wydatna pięta);
- wady sercowo-naczyniowe (przetrwały przewód tętniczy, dekstrokardia, ubytek przegrody międzykomorowej, ubytek przegrody międzyprzedsionkowej);
- wady nerek (torbielowatość nerek, wodonercze);
- wady rozwojowe mózgowia i cewy nerwowej;
- napady drgawek;
- hipotonia mięśniowa;
- przepukliny, przepuklina pępkowa;
- naczyniaki włośniczkowe w okolicy czoła;
- wnętrostwo;
- wady rozwojowe macicy.

Około 70% dzieci z zespołem Pataua umiera w ciągu pierwszego półrocza życia, do pierwszego roku życia umiera dodatkowo 10%, przypadki dożycia chorego do późnego dzieciństwa są niezwykle rzadkie.

## Rozpoznanie
O rozpoznaniu rozstrzyga badanie cytogenetyczne.

## Klasyfikacja ICD10
| kod ICD10     | nazwa choroby                                                        |
| ------------- | -------------------------------------------------------------------- |
| ICD-10: Q91   | Zespół Pataua                                                        |
| ICD-10: Q91.4 | Trisomia 13 pary chromosomów, mejotyczna nierozdzielność             |
| ICD-10: Q91.5 | Trisomia 13 pary chromosomów, mozaicyzm (mitotyczna nierozdzielność) |
| ICD-10: Q91.6 | Trisomia 13 pary chromosomów, translokacja                           |
| ICD-10: Q91.7 | Zespół Pataua, nieokreślony                                          |